# Carlo Chenis
Carlo Chenis SDB (* 20. April 1954 in Turin; † 19. März 2010 in Rom) war ein italienischer Ordenspriester und Bischof von Civitavecchia-Tarquinia.

## Leben
Nach dem Eintritt in die Ordensgemeinschaft der Salesianer Don Boscos legte er am 8. September 1971 in Cuorgnè die erste Profess ab und studierte an der Päpstlichen Universität der Salesianer in Rom Katholische Theologie und Philosophie. Am 26. Mai 1984 empfing er in Cuorgnè die Priesterweihe. 1989 wurde er in Kunstwissenschaft an der Università degli Studi di Torino promoviert.
Anschließend war er Professor für Theoretische Philosophie an der Universität der Salesianer in Rom. In dieser Funktion lehrte er unter anderem Formale Logik, Erkenntnisphilosophie, Sprachphilosophie und Ästhetik. Darüber hinaus nahm er verschiedene Funktionen in der akademischen Selbstverwaltung der Universität wahr und war u. a. Fakultätssekretär und -ökonom sowie Mitglied des Verwaltungsrates und des Senates. Des Weiteren war er ab 1985 Universitätskaplan und -zeremoniär sowie ab 1986 Koordinator des Studentensekretariats.
Im Mai 1995 wurde er zum Mitglied der Vorbereitungskommission für Kunst und Kultur für das Heilige Jahr 2000 berufen, deren Koordinator er 1997 wurde. Im Juli 1995 berief ihn Papst Johannes Paul II. zudem zum Sekretär der Päpstlichen Kommission für die Kulturgüter der Kirche. Im September 1996 wurde Chenis zudem Mitglied der Päpstlichen Kommission für die christliche Archäologie.
Am 21. Dezember 2006 ernannte ihn Papst Benedikt XVI. zum Bischof des Bistums Civitavecchia-Tarquinia. Die Bischofsweihe spendet ihm Kardinalstaatssekretär Tarcisio Bertone SDB am 10. Februar 2007 in der römischen Kirche San Giovanni Bosco; Mitkonsekratoren waren Kurienbischof Mauro Piacenza und Bischof Girolamo Grillo. Die feierliche Amtseinführung (Inthronisation) in der Kathedrale San Francesco d’Assisi in Civitavecchia fand am 24. Februar desselben Jahres statt.
Sein bischöflicher Wahlspruch war: Intellectus et fides in caritate.
Chenis starb am 19. März 2010 im Alter von 55 Jahren an Bauchspeicheldrüsenkrebs in der Gemelli-Klinik in Rom.

## Werke
- Carlo Chenis e Angelo Casciello Visioni del sacro, Opere 1973–2001, San Gabriele 2001
- Percorsi artistici 2000, in Annali Fondazione Staurós Italiana Onlus III, San Gabriele 2001
- Festa dell’Artista. Giubileo degli Artisti, San Gabriele 2000
- Cento Artisti rispondono al Papa. Commento in opere e parole alla Lettera del Papa Giovanni Paolo II agli Artisti, San Gabriele 2000
- Il turismo religioso e il grande Giubileo del 2000, Florenz 1999
- L’iconografia, San Gabriele 1999
- I beni culturali tra stato e regioni - Tra centro e periferia, Pisa 1988
- Ragioni concettuali e valenze linguistiche dell’arte contemporanea - Un tentativo di diagnosi e di terapia, San Gabriele 1996
- Fondamenti teorici dell’arte sacra, Magistero post-conciliare Rom 1990